# Dieter Lukesch

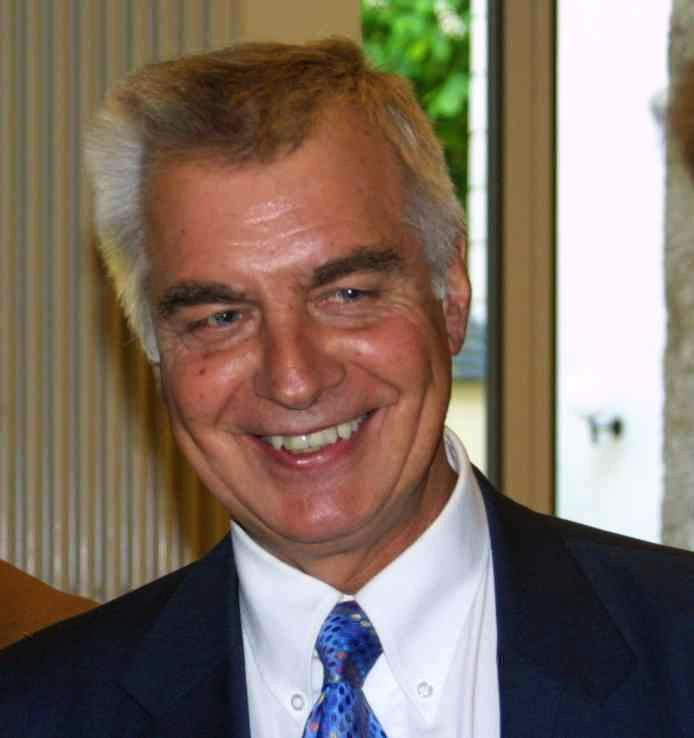
Dieter Lukesch (2013)

Dieter Lukesch (* 3. Mai 1943 in Linz) ist ein österreichischer Universitätsprofessor und Politiker (ÖVP). Lukesch war von 1990 bis 1999 Abgeordneter zum österreichischen Nationalrat.

## Ausbildung und Beruf
Lukesch besuchte nach der Volksschule zwischen 1953 und 1957 ein Gymnasium und wechselte danach an die Handelsakademie, an der er 1962 die Matura ablegte. Lukesch leistete von 1961 bis 1962 seinen Präsenzdienst ab und studierte danach Wirtschaftswissenschaften an der Universität Innsbruck. Er schloss das Grundstudium 1967 mit dem akademischen Grad Dipl.-Vw. ab und promovierte 1971 zum Dr. rer. soc. oec. Lukesch arbeitete während seines Studiums zwischen 1963 und 1966 als Bankangestellter und war Studienassistent bei Stephan Koren. Ab 1972 arbeitete Lukesch als Universitätsassistent am Institut für Wirtschafts- und Sozialpolitik, absolvierte Auslandsaufenthalte in der Bundesrepublik Deutschland und den USA und wurde von 1979 bis 1982 Universitätsdozent. Er habilitierte sich für Volkswirtschaftslehre und -politik im Bereich Bildungs- und Arbeitsökonomik. 1979 wurde Lukesch wissenschaftlicher Leiter des Exportkaufleute-Lehrganges an der Universität Innsbruck und 1982 außerordentlicher Universitätsprofessor.
Lukesch lehrt am Institut für Wirtschaftstheorie, -politik und -geschichte der Fakultät für Volkswirtschaft und Statistik an der Universität Innsbruck. Seine Arbeitsschwerpunkte liegen im Bereich Bildungsökonomik und Humankapitaltheorie, Institutionenökonomik und Neue Politische Ökonomie sowie Verkehrsökonomik. Lukesch war ab 2004 auch Dekan für Volkswissenschaft und Statistik und hielt am 17. Oktober 2008 seine letzte Vorlesung, bevor er sich in den Ruhestand verabschiedete.

## Politik
Lukesch war von 1985 bis 1996 Landesobmann des Österreichischen Akademikerbundes Tirol und seit 1990 Vizepräsident des Österreichischen Akademikerbundes. Er vertrat die ÖVP vom 6. November 1990 bis zum 28. Oktober 1999 im Nationalrat und war Wissenschaftssprecher des ÖVP-Parlamentsklubs.

## Auszeichnungen
- 1999: Großes Goldenes Ehrenzeichen für Verdienste um die Republik Österreich[4]
- Verdienstmedaille des Landes Tirol, verliehen am 15. August 2009